# Chantal Rogerat
Chantal Rogerat, née le 15 décembre 1931 à Paris (France) et morte le 30 avril 2018 à Saint-Avé, est une féministe, sociologue, historienne, syndicaliste, rédactrice en chef de magazine et ouvrière française.
Elle est rédactrice en chef du magazine Antoinette de 1969 à 1982 alors qu'elle est ouvrière à l’usine Thomson à Paris.
Elle contribue à faire émerger et à promouvoir les sujets féministes au sein du monde ouvrier, notamment sur les thèmes de la contraception, l’avortement, et le sexisme.

## Biographie

### Éducation
Née dans le quinzième arrondissement de Paris Chantal Rogerat est issue d'une famille d’origine bourgeoise et catholique : son père, Jacques Paul Rogerat, est cadre dans l’industrie pharmaceutique tandis que sa mère, Jeanne Madeleine Blin, est mère au foyer. Elle suit des études secondaires au Couvent des Oiseaux, pensionnat dédié à l’éducation des jeunes filles bourgeoise. Elle s’éloigne ensuite du domaine pharmaceutique, malgré les attentes paternelles de continuer dans ce milieu, pour se lancer dans des études d’histoire, psychologie sociale et de sociologie à l’université la Sorbonne. Elle est diplômée dans les années 1950.

### Parcours professionnel
Après ses études, elle est embauchée comme attachée littéraire chez Calmann-Lévy où elle travaille pendant cinq ans. Elle devient ensuite professeure au Couvent des Oiseaux, où elle avait été élève.
Au début des années 1960 elle se consacre au monde ouvrier et où elle reste ensuite pour la majeure partie de son parcours professionnel. Elle rompt ainsi avec son milieu d’origine et avec la vie bourgeoise. Elle est embauchée à l’usine Thomson à Paris dans le 13e arrondissement et elle va y rester dans pendant cinq ans en tant qu’ouvrière spécialisée (OS), se disant « que la vie serait beaucoup plus intéressante si [elle allait] voir en usine ce qui se passe ». Très vite, elle rejoint la CGT et milite en premier lieu pour la qualification du travail ouvrier, ce qui la mène à rejoindre la grève en 1963 qui se solde par une revalorisation du statut de Chantal, et ses collègues, comme ouvrières professionnelles (OP). Cette victoire politique renforce ses valeurs syndicales et elle rejoint la fédération CGT de la métallurgie en 1964 et rapidement elle est nommée permanente syndicale aux métaux. Elle considère que son terrain de lutte n'est pas limité à celui des femmes, mais qu'il intègre les travailleurs et les travailleuses. Elle est notamment chargée de sillonner la France, aux côtés de camarades syndiqués, pour transmettre l’orientation politique et militante aux membres de la CGT. Elle explique notamment que « tout le monde est très content de voir une femme, ça les change des autres permanents ».
Chantal Rogerat reste critique des événements de mai 1968 malgré les acquis historiques de cette période, en raison notamment de la faible place donnée aux femmes au sein du mouvement. A cette époque la prise de parole des femmes est rare, leurs revendications sont absentes et elles sont généralement missionnées à des rôles considérés « féminins ». Lorsqu'on demande ainsi à Chantal Rogerat de réconforter la femme d’un gréviste tué lors d’une intervention des CRS, elle rejette la mission et revendique d'occuper une place centrale dans les débats. Elle reproche à la fédération des métaux de ne pas avoir mené, ce qu’ils appellent, l’unité d’action. Elle s’en éloigne ensuite et joue un rôle relativement distant durant ces deux mois de lutte.
En 1969, Madeleine Colin propose à Chantal Rogerat de devenir la rédactrice en chef du magazine mensuel féminin Antoinette créé par la CGT. Le magazine a alors une faible popularité avec une diffusion qui ne dépasse pas les 10 000 exemplaires. Avec Chantal Rogerat à sa tête, Antoinette va connaître un revirement éditorial, s’éloignant des sujets dits «féminins», comme la cuisine, la mode, entre autres et va devenir le seul magazine féminin à permettre la diffusion d’idées féministes au sein du monde ouvrier et syndical, en traitant de sujets tels que la contraception, l’avortement, le partage des tâches domestiques, le viol, le sexisme. Christine Gilles, la directrice de publication avec qui elle se lie de manière amicale et intellectuelle, soutient vivement Chantal Rogerat dans cette démarche. Le magazine va fortement augmenter sa diffusion dans la décennie qui suit avec un tirage de 80 000 exemplaires.
Au fil des années une méfiance à l'égard de Chantal Rogerat se développe, on lui reproche notamment d’être cédétiste et de prioriser la lutte des femmes sur la lutte ouvrière. En 1982, elle affiche publiquement son désaccord avec la ligne politique de la CGT face à l’état d’urgence instauré par la général Jaruzelski en Pologne depuis décembre 1981. Chantal Rogerat estime que le syndicat n’est pas suffisamment critique vis-à-vis de l’emprisonnement de militants syndicalistes. Sa prise de position est lourde de conséquences : le magazine Antoinette est mis sous tutelle, tous les articles sont relus scrupuleusement, et après plusieurs semaines de conflits, Chantal Rogerat est d’abord remplacée à la tête du secteur féminin et de la rédaction du magazine, puis licenciée. Cet événement signe la fin de la carrière ouvrière de Chantal Rogerat.
Chantal Rogerat se réoriente vers le monde de la recherche en rejoignant le CNRS. Si ce milieu semble radicalement différent du monde ouvrier, l'expérience passée de Chantal Rogerat lui donne les outils pour réussir dans sa carrière de chercheuse. En effet, lors de ses années au CNRS et notamment au GEDISST (Groupe d’étude sur la division sociale et sexuelle du travail), Unité propre de recherche du CNRS créée en 1983, elle va réaliser de nombreux travaux sur le monde du travail, les questions de précarité et de chômage. Elle devient par la suite directrice-adjointe de ce même groupe au début des années 1990. C’est en 1995, aux côtés de Margaret Maruani et d’Helena Hirata, qu’elles ont l’idée de créer le groupement de recherche « Marché du travail et genre » (MAGE), le premier groupement sur les questions de genre du CNRS, et en 1999, elle cofonde la revue « Travail, genre et sociétés », également aux côtés de Margaret Maruani qui reste à la tête de celle-ci jusqu'en 2018, et où elle joue un rôle central étant donné son expérience éditoriale, mais aussi ses longues réflexions sur la lutte des femmes alimentées par des années d’empirisme.
En 2005 elle met fin à sa carrière professionnelle, même si elle reste en contact avec ses collègues chercheuses, et s’installe en Bretagne où elle habitera jusqu’à sa mort le 30 avril 2018.

### Engagements et pensée
Ayant reçu une éducation catholique, Chantal Rogerat puise son engagement militant et intellectuel dans les mouvements catholiques de gauche, à travers, notamment, sa proximité avec les prêtres ouvriers. Elle s’oppose à la guerre d’Algérie et c’est à la suite de sa découverte des écrits de Simone Veil qu’elle décide de rejoindre le monde ouvrier. Elle s'engage au sein de CGT plutôt que dans la CFTC, parce que la première se place davantage à gauche sur l’échiquier politique. Bien qu’elle soit catholique, elle explique qu'elle « ne souhaite pas [s]’impliquer dans une organisation catholique car [elle] estime qu’il y a des choses à remettre en cause ».
A la fin des années 1960, elle rejoint le Parti Communiste français après la prise de distance de Waldeck Rochet avec le régime soviétique. Elle n’y reste qu’un an et demi.
Elle œuvre à toujours séparer le monde politique du monde syndical à une époque où des liens forts existent entre la CGT et le PC. Par exemple, lorsque les syndicats votent l’intervention soviétique en Afghanistan à la fin des années 1970, elle s’abstient car pour elle il s’agit d’« un problème politique, un problème national, un problème international. Ce n’est pas du tout un problème syndical. Il n’y a pas de problème syndical en Afghanistan […] Tandis que pour la Pologne, c’est l’histoire de Solidarność. C’est notre rôle. Depuis le début, je lutte pour que la CGT ne soit pas la courroie de transmission du parti ».
Le magazine Antoinette (CGT) dont elle s’occupe à partir de 1969 et qui permet la diffusion d’idées féministes, a un effet important sur la CGT, aussi bien à l’intérieur de celle-ci (par la mise en avant de revendications spécifiques aux femmes) et à l’extérieur (notamment la vision que le monde extérieur aura de la CGT). La diffusion de ce mensuel atteint 80 000 exemplaires dans les années 1970, et c’est notamment par le biais de celui-ci que le slogan « le privé est politique » entre dans la CGT.
Cela dit, elle ne se considère jamais féministe, elle insiste beaucoup pour qu’au sein du GEDISST, les membres ne se considèrent pas publiquement féministes. Elle reconnaît que « la réflexion féministe continue de [l]’intéresser et elle peut être un aiguillon qui aide les femmes à prendre conscience de leur être. Reste à savoir ce qu’est une femme ».

### Vie privée
Le 8 juin 1962, Chantal Rogerat se marie avec Pierre Petitjean, un militant ouvrier chrétien. Le couple se sépare un an après.
Elle épouse Marius Apostolo qui est notamment un des fondateurs du MPF (Mouvement populaire des familles) et du Mouvement des squatteurs. Il est également un temps secrétaire-général de la CGT de Renault-Billancourt. En 1969 naît leur fils Maxime.

### Hommage

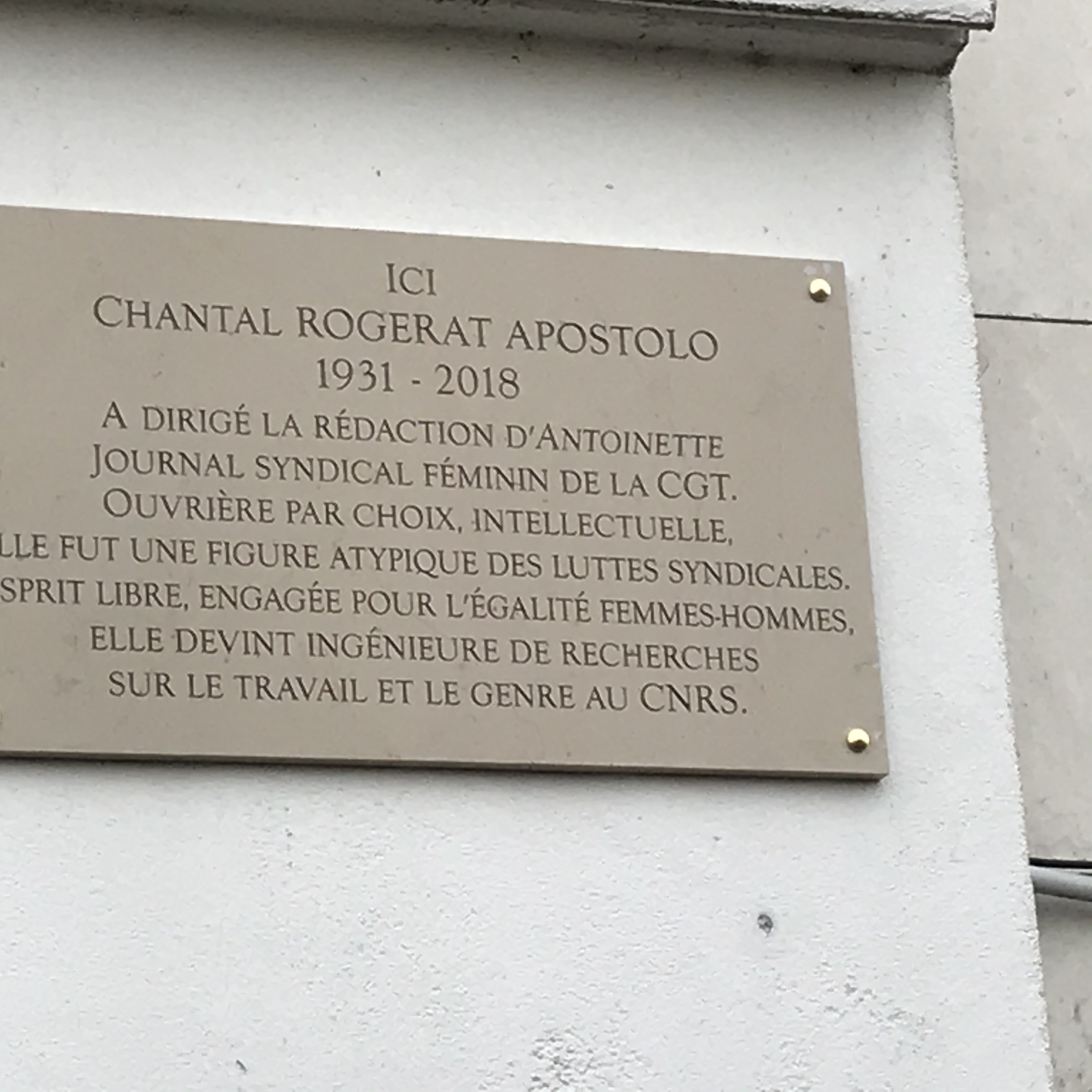
Plaque commémorative en l'honneur de Chantal Rogerat

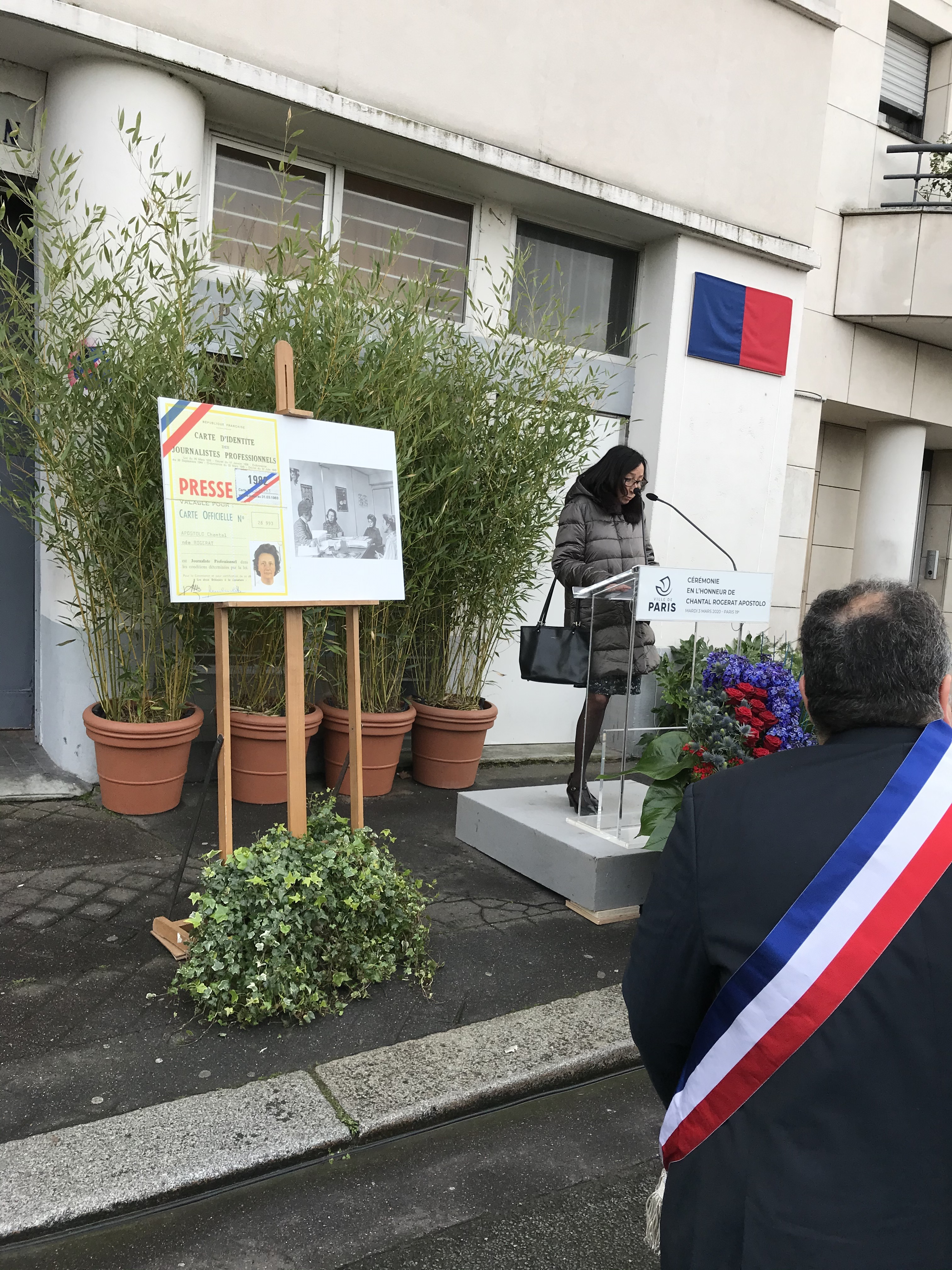
3 mars 2020 : cérémonie de dévoilement de la plaque commémorative au 50 rue Édouard Pailleron 75019 Paris.

On trouvera au 50 rue Édouard Pailleron à Paris 19e, où se trouvait le siège du magazine Antoinette (CGT), une plaque commémorative en son honneur. La cérémonie de dévoilement de la plaque a été organisée par la Ville de Paris le 3 mars 2020 en présence de différentes personnalités du monde syndical, féministe et académique. Margaret Maruani a notamment témoigné de l'engagement de Chantal Rogerat auprès de la revue Travail, Genre et Sociétés.

## Publications

### Contribution à des ouvrages collectifs
- Ephesia., France. Mission de coordination pour la 4ème conférence mondiale sur les femmes. et Impr. Sagim), La place des femmes : les enjeux de l'identité et de l'égalité au regard des sciences sociales : [colloque international de recherche, Paris, mars 1995], Paris, Ed. la Découverte, 1995, 740 p. (ISBN 2-7071-2489-3 et 978-2-7071-2489-0, OCLC 466748568, lire en ligne)[8]
- Hirata, Helena Sumiko, et Senotier, Danièle,, Femmes et partage du travail, Paris, Syros, 1996, 280 p. (ISBN 2-84146-268-4 et 978-2-84146-268-1, OCLC 300446833, lire en ligne)[9]
- Maruani, Margaret., Femmes, genre et sociétés : l'état des savoirs, Paris, La Découverte, 2005, 480 p. (ISBN 2-7071-4412-6 et 978-2-7071-4412-6, OCLC 300275553, lire en ligne)[10]
- Hirata Helena et Rogerat Chantal, 1988, Technologie, qualification et division sexuelle du travail, Revue française de sociologie, vol. 29, n° 1, p. 171-192.
- Rogerat Chantal et Senotier Danièle (dir.), 1994, Chômage en héritage, Vincennes, Grec.1994 [11]
- Femmes chômeuses de longue durée de faible niveau de qualification. Une action expérimentale formation/emploi 1992-1995. Analyses et propositions. Vicennes, Grec.1995[11],[12]